# Végoia
Vegoia ou Vegoe, ou encore Begoe, était une sibylle étrusque, celle  qui a dicté les lois sacrées du bornage étrusque relatives à l'établissement des limites des champs et des terres des villes.

« Une prophétie  menace ainsi des pires catastrophes quiconque déplacerait les bornes »

— Jean-René Jeannot, La Religion dans l'ancienne Étrurie.
Selon Servius, on lui devait un ouvrage sur les foudres.